# الرجل الذي سيصبح ملكا (فلم)
الرجل الذي سيصبح ملك (بالإنجليزية: The Man Who Would Be King) هو فيلم التصوير بالألوان تم إنتاجه في الولايات المتحدة وبريطانيا وصدر في سنة 1975. الفيلم من إخراج جون هيوستن وكتابة جون هيوستن وغليدس هيل. من بطولة شون كونري ومايكل كين وكريستوفر بلامر وسعید جعفري.

## القصة
قصة الفيلم تتبع ضابطي صف منشقين عن الجيش الهندي يذهبان في مغامرة عبر الهند البريطانية لينتهي بهما المطاف كملوك على كافرستان.

## الممثلون والشخصيات
- شون كونري
- مايكل كين
- كريستوفر بلامر
- سعید جعفري

## الميزانية والإيرادات
بلغت تكلفة إنتاج الفيلم حوالي 8 مليون $ بينما حقق أرباحا تقدر بـ 11 مليون $.

## وصلات خارجية
- مقالات تستعمل روابط فنية بلا صلة مع ويكي بيانات

1. ↑  Box Office Information for The Man Who Would Be King.قاعدة بيانات الأفلام على الإنترنت. Retrieved 18 September 2013. "نسخة مؤرشفة". مؤرشف من الأصل في 2016-03-28. اطلع عليه بتاريخ 2017-12-17.{{استشهاد ويب}}:  صيانة الاستشهاد: BOT: original URL status unknown (link)
2. ↑  "The Man Who Would Be King". Variety. 31 ديسمبر 1974. مؤرشف من الأصل في 2020-05-26. اطلع عليه بتاريخ 2013-01-08.
3. ↑  Cocks، Jay (29 ديسمبر 1975). "Cinema: Rogues' Regiment". Time. مؤرشف من الأصل في 2013-08-26. اطلع عليه بتاريخ 2012-01-07.